# برگهوسن، اشتایرمارک
برگهوسن (به آلمانی: Berghausen) یک منطقهٔ مسکونی در اتریش است که در لیبنیتس واقع شده‌است. برگهوسن ۵٫۶۳ کیلومتر مربع مساحت دارد ۳۵۰ متر بالاتر از سطح دریا واقع شده‌است.